# クアキニ

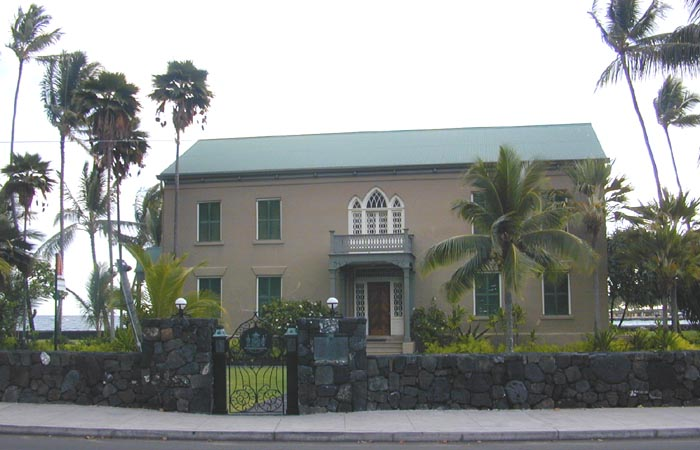
クアキニが建てた「フリヘエ宮殿」

クアキニ（英語: Kuakini、1789年 – 1844年12月9日）は、英語名をジョン・アダムズ・クアキニ（John Adams Kuakini）といい、ハワイ王朝のカメハメハ大王とカアフマヌ王妃に仕え、ハワイ島のカイルア・コナに建築物も含めた数々の足跡を残した。

## 生涯
クアキニはハワイ島のアリイ（貴族）を父に、マウイ島の王の義妹を母に、1789年ごろ生まれた。父はカヘキリ王（Kahekili II）に追われたので、家族はハワイ島のカハルウ湾（Kahaluu Bay）へ逃げて、後にカメハメハ大王お気に入りの王妃になる腹違い姉のカアフマヌなどと一緒に育った。父は大王が1782年にハワイ島で最初の戦い（Battle of Mokuohai）に勝つ際に援助をした。
当時ハワイ人はアメリカ風の名前を付けるように勧められたので、クアキニはジョン・クィンシー・アダムズ大統領の名前を使って、ジョン・アダムズ・クアキニと称した。彼はカヌーなどのスポーツが好きで、酒、グルメ、女性も大好きだった。オアフ島の王立ガバナー（Royal Governor）の妻といるところを捕まえられそうになり、逃げて足を挫き、その後一生びっこになった。しかしハワイ王朝の王族の常で、身長は6フィート3インチ（190cm）で、体重は後には400ポンド（191㎏）となる堂々たる体格であった。
1820年にハワイの首都がマウイ島西部のラハイナへ移った時から、クアキニはハワイ島の初代王立ガバナーをその年から死ぬまで勤めた。1831年、オアフ島で反乱の兆しがあり、大王死後のカアフマヌ王妃は彼をオアフ島の王立ガバナーに短期間任命して、反乱を鎮めさせた。彼はしばらくしてハワイ島へ帰り、1941～43年にはハワイ王国議会の貴族院議員を務めている。
カメハメハ大王の後を継いだ息子のリホリホが幼い時に、カアフマヌはハワイに残る様々な伝統的カプを解除して、キリスト教をハワイ島へ招いた。クアキニは最初の牧師アーサ・サーストン（Asa Thurston）へ土地を与えて、モクアイカウア教会を建てるようにサポートした。

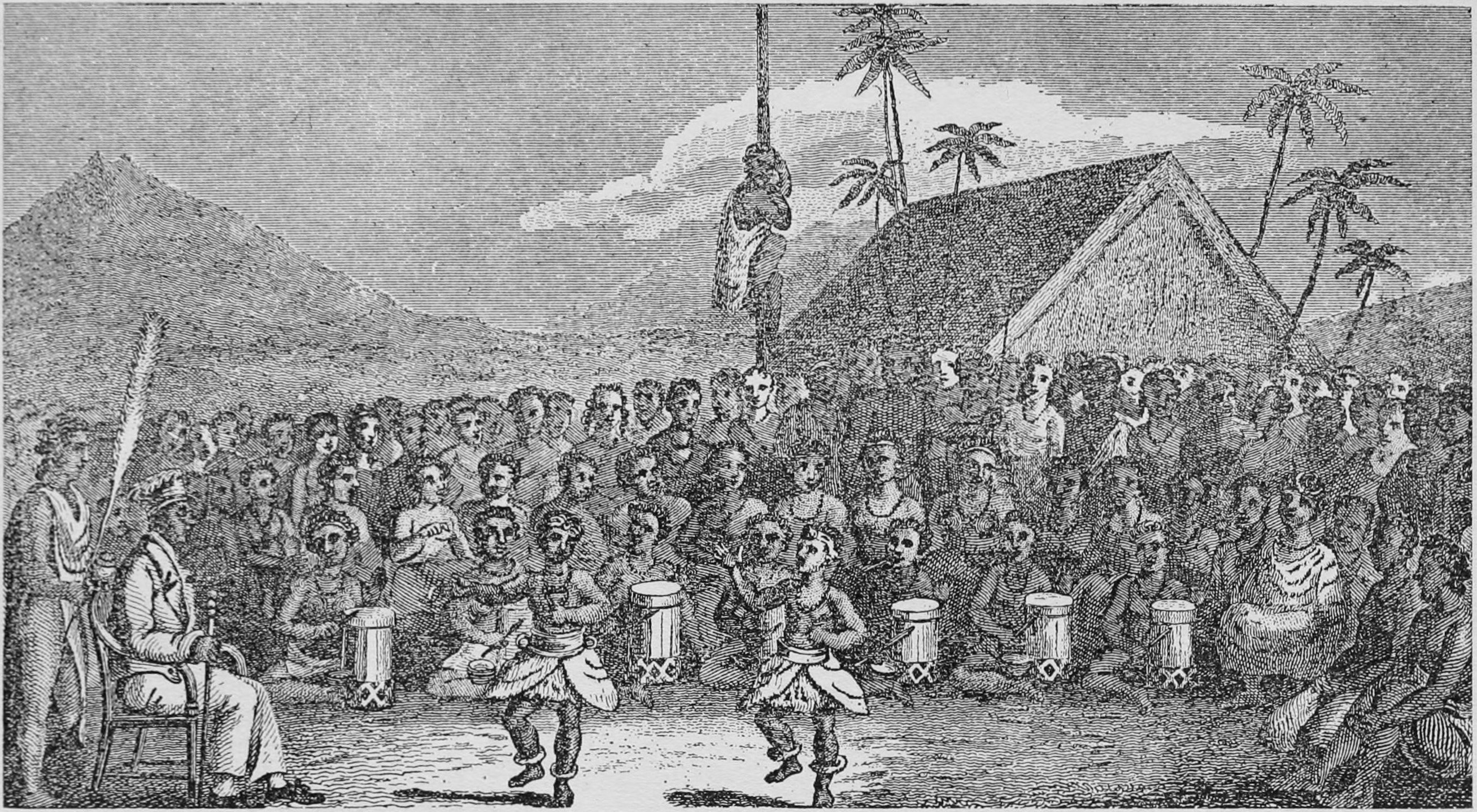
クアキニは訪問者をフラで出迎えた。

1838年にはハワイ島の溶岩、サンゴ、コアの木、オヒアの木などを使って、海辺へヨーロッパ風の小型「フリヘエ宮殿」を完成して、そこでアメリカ人やヨーロッパ人を歓待した。これはオアフ島の大型の「イオラニ宮殿」と中型の「エマ王女の夏宮殿」と並んで、アメリカ合衆国にただ三つ残る宮殿である。彼はカイルア桟橋へ来る船があると必ず出向いて、キラウエア火山などのツアーを勧めたという。
クアキニは1844年12月9日にカイルア・コナで亡くなった。

## 後世への遺産

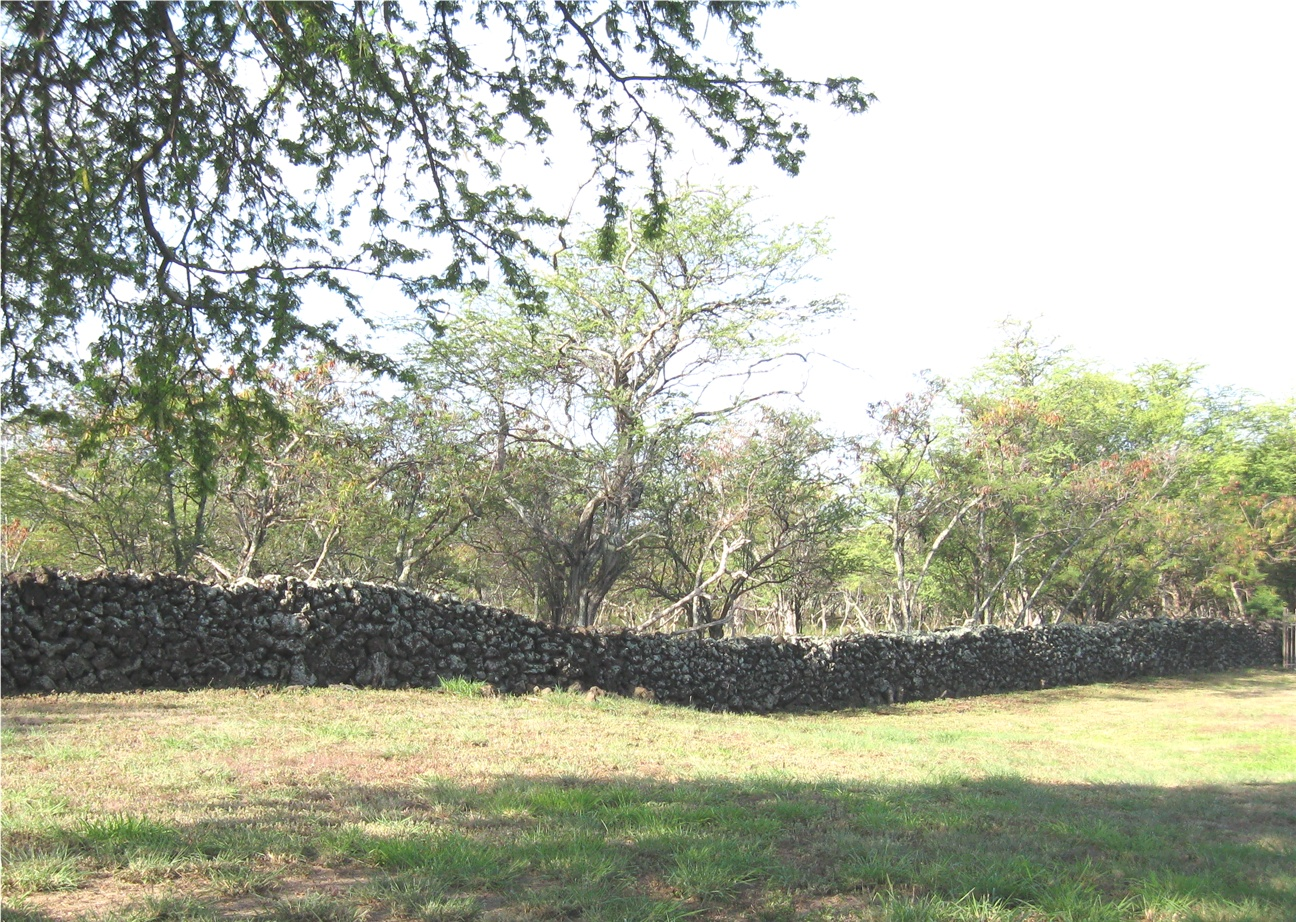
いまでもカイルア・コナに残る「クアキニの長城」

クアキニはもともとアフプアアの境界線だった石垣を高くして、ジョージ・バンクーバーがカメハメハ大王へ贈った牛たちがカイルアの町へ出ないようにした。この石垣は「クアキニの長城」（Kuakini's Great Wall）として今でも残っていて、パラニ道路（Palani Road）に案内板がある。
カイルア・コナのアリイ通りとカアフマヌ道路の間にクアキニ・ハイウェイがあり、そこにある旧飛行場公園から種々のパレードは出発して、パラニ道路へ出てからすぐ、アリイ道路を行進する。また、オアフ島のホノルルにも北クアキニ街（North Kuakini Street）があり、そこに面して日本人移民が1892年に建てた病院があり、第二次大戦中に改名されて、現在はクアキニ・メディカル・センター（Kuakini Medical Center）として知られている。

## 参照項目
- ハワイ王朝
- カイルア・コナ